# Турнир на приз газеты «Советский спорт» 1958
Второй  турнир на приз газеты «Советский спорт» было разыгран с 22 по 30 сентября 1958 года. В нём сыграли участники первой группы класса «А» чемпионата СССР, за исключением прошлогоднего финалиста. Его заменили калининские армейцы из второй группы.
Соревнования прошли по привычной схеме с гандикапом для более слабых команд. На этот раз сразу два участника смогли воспользоваться таким преимуществом. Калининский СКВО, как наиболее слабая команда, трижды получал фору, при этом дважды выигрывал без её помощи.

## Список участников
| Команды класса «А» (Первая группа) | Команды класса «А» (Вторая группа) |
| --- | ---------------------------------- |
| - «Динамо» Москва - «Кировец» Ленинград - «Крылья Советов» Москва - «Локомотив» Москва - «Спартак» Москва - «Торпедо» Горький - «Химик» Воскресенск - СКВО Ленинград - ЦСК МО | - СКВО Калинин                     |

## 1/8 финала
| 22.09.1958 | СКВО Калинин        | «Торпедо» Горький       | 4:3 (6:3) |
| 23.09.1958 | «Кировец» Ленинград | «Крылья Советов» Москва | 3:3 (7:3) |

## 1/4 финала
| 24.09.1958 | «Спартак» Москва   | «Динамо» Москва     | 2:3 (6:3)   |
| 25.09.1958 | «Локомотив» Москва | «Химик» Воскресенск | 6:3 (6:6)   |
| 25.09.1958 | СКВО Калинин       | «Кировец» Ленинград | 3:2 (6:2)   |
| 26.09.1958 | ЦСК МО             | СКВО Ленинград      | 10:0 (10:5) |

## 1/2 финала
| 27.09.1958 | «Локомотив» Москва | «Спартак» Москва | 13:4 (13:6) |
| 28.09.1958 | ЦСК МО             | СКВО Калинин     | 8:1 (8:8)   |

## Финал
| 30.09.1958 | ЦСК МО | 8:2 (8:5) (3:1, 2:0, 3:1) | «Локомотив» Москва | Каток «Сокольники», Москва |

| Отчёт                                                                         | Отчёт | Отчёт                | Отчёт | Отчёт |
| ----------------------------------------------------------------------------- | ----- | -------------------- | ----- | ----- |
|                                                                               |       |                      |       |       |
|                                                                               |       |                      |       |       |
|                                                                               | Голы: |                      |       |       |
| К.Локтев, И.Деконский, Ю.Копылов – 2, В.Александров – 2, В.Сенюшкин, Ю.Баулин | -     | В.Цыплаков, А.Михеев |       |       |
|                                                                               |       |                      |       |       |
|                                                                               |       |                      |       |       |
|                                                                               |       |                      |       |       |
|                                                                               |       |                      |       |       |
|                                                                               |       |                      |       |       |